# Акунья, Кларенс
Кла́ренс Уи́льямс Аку́нья Доно́со (исп. Clárence Williams Acuña Donoso; 8 февраля 1975, Ранкагуа, Чили) — чилийский футболист, бывший полузащитник известный по выступлениям за клубы «Универсидад де Чили» и сборную Чили. Участник Чемпионата мира 1998 года.

## Клубная карьера
Акунья воспитанник клуба «О’Хиггинс» из своего родного города. В 1994 году он дебютировал за команду в чилийской Примере в возрасте 19 лет. За три сезона в составе «О’Хиггинс», Кларенс несмотря на возраст был трёрдым футболистом основного состава. В 1997 году он перешёл в «Универсидад де Чили», в составе которого дважды выиграл чемпионат и Кубок Чили.
После удачных выступлений на родине Акуньей заинтересовались европейские клубы. В 2000 году английский «Ньюкасл Юнайтед», выдержав конкуренцию со стороны итальянской «Пармы» и «Манчестер Юнайтед» подписал Кларенса. Сумма трансфера составила 900 тыс. фунтов. 28 октября в матче против «Вест Хэм Юнайтед» Акунья дебютировал в Премьер-лиге. Спустя два месяца в поединке против «Лидс Юнайтед» он забил свой первый гол за «сорок», который позже был признан BBC «Лучшим голом тура». Акунья провёл отличный сезон за «Ньюкасл», но уже в новом его начали преследовать травмы и он потерял место в основе.
В 2003 году он перешёл в аргентинский «Росарио Сентраль». Кларенс успел всего 12 раз выйти на поле в матчах аргентинской Примеры, после чего получил травму и остаток сезона провёл в лазарете команды. В 2005 году он вернулся на родину, где недолго выступал за «Палестино». Только в 2006 году после перехода в «Унион Эспаньола» Акунья смог набрать былую форму. Конец 2007 года он провёл играя за «Депортес Консепсьон», а затем вновь вернулся в «Унион Эспаньола». В 2010 году Акунья завершил карьеру в клубе «Депортес Ла-Серена».

## Международная карьера
29 марта 1995 года в товарищеском матче против сборной Мексики Кларенс дебютировал за сборную Чили. В том же году он впервые принял участие в розыгрыше Кубка Америки, где после этого выступал трижды в 1997, 1999 и 2004 годах.
В 1998 году Акунья попал в заявку сборной на участие в Чемпионате мира во Франции. На турнире он принял участие в матчах против команд Камеруна, Австрии, Италии и Бразилии.
В 1999 году он впервые выступал на Кубке Америки в Парагвае. В матче против сборной Колумбии Педро забил два гола. В 2000 году Рейес принял участие в Олимпийских играх в Сиднее и помог национальной команде завоевать бронзовые медали. В 2001 году он второй раз принял участие в розыгрыше Кубка Америки. На турнире он сыграл в матчах против сборных Эквадора, Венесуэлы, Колумбии и Мексики.

## Достижения
Командные
«Универсидад де Чили»
- Чемпионат Чили по футболу — 1999
- Чемпионат Чили по футболу — 2000
- Обладатель Кубка Чили — 1998
- Обладатель Кубка Чили — 2000